# Dogic

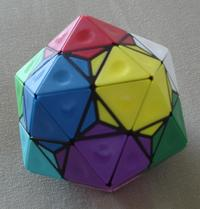
Der 12-Farben Dogic I

Der Dogic ist ein mechanisches, dreidimensionales Geduldsspiel und ist vergleichbar mit dem Zauberwürfel bzw. dem Megaminx. 

## Geschichte

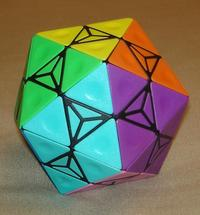
Der 10-Farben Dogic II

Der Dogic wurde von Zoltan und Robert Vecsei in Ungarn am 20. Oktober 1993 zum Patent angemeldet. Das Patent (HU214709) wurde am 28. Juli 1998  erteilt. Ursprünglich wurde der Dogic von VECSO in zwei Varianten verkauft, unter den Namen „Dogic“ mit 12 Farben und „Dogic 2“ mit 20 Farben. 
Im Jahr 2004 hat Uwe Mèffert die Rechte erworben, den Dogic zu produzieren. Er produzierte zu den zwei bekannten Farbvarianten (Dogic I mit 12 Farben und Dogic VI mit 20 Farben) weitere mit 10 (Dogic II), fünf (Dogic III) und zwei (Dogic IV + V) Farben.
Mittlerweile wird der Dogic nicht mehr produziert und ist nur noch aus 
zweiter Hand zu erwerben. Das führte zu einer hohen Nachfrage und hohen 
Preisen bei Auktionen bis zu mehreren hundert Euro.

## Funktionsweise

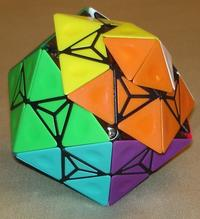
Der 10-Farben-Dogic II – leicht verdrehte Seiten

Der Dogic ist ein Ikosaeder mit zwanzig Seitenflächen in Form von regelmäßigen Dreiecken. Jede der Seitenflächen ist wiederum in vier kleinere Dreiecke unterteilt, wobei das zentrale Dreieck nochmals in drei Dreiecke unterteilt ist. Dieses zentrale Dreieck ist das mechanische Äquivalent zu einer Ecke eines Megaminx.
Das mechanische Puzzle kann auf zwei Weisen manipuliert werden. Zum einen können die Spitzen des Dogic – bestehend aus fünf kleinen Dreiecken rotiert werden –, so wie fünf komplette Seiten gleichzeitig.
Die 12-Farben-Variante ist am schwierigsten zu lösen.